# Museo di paleontologia e geologia Gaetano Giorgio Gemmellaro
Il Museo "Gaetano Giorgio Gemmellaro" è un museo paleontologico e geologico di Palermo, appartenente al Sistema museale d'Ateneo dell'Università degli Studi di Palermo.

## Storia
Il museo venne fondato nel 1861 da Gaetano Giorgio Gemmellaro (1832-1904), che lo diresse fino a 1904, quando morì. Il Gemmellaro creò la prima collezione universitaria, nella sede del Gabinetto di Storia Naturale, presso la casa dei Padri Teatini in via Maqueda (oggi sede della Facoltà di Giurisprudenza).

In seguito ai danni subiti prima durante il terremoto del 1941 e poi con i bombardamenti del 1943, che danneggiarono sia l'edificio che alcune collezioni, il museo venne chiuso. Nel 1965 la sede viene destinata ad altri usi (allargamento delle segreterie) e i reperti vengono imballati in casse, accatastate in magazzini di fortuna.

Nel 1970 l'Istituto di Geologia viene trasferito nella attuale sede di corso Tukory e l'intero piano terra dell'edificio viene destinato al Museo, con un vasto salone espositivo che consentirà il riallestimento della collezione. Con la nomina nel 1975 del paleontologo Enzo Burgio (1946–2001) a conservatore del Museo, si gettano le basi per il rilancio dell'allestimento espositivo, che, riaperto al pubblico nel 1978, verrà completato solo nel 1985, divenendo una sezione del costituito Dipartimento di Geologia e Geodesia.
Nel 2005 con il trasferimento del Dipartimento di Geologia e Geodesia nei nuovi locali di via Archirafi 20/22, l'edificio di corso Tukory viene utilizzato esclusivamente per usi museali ed il museo ha la possibilità di espandere le sue sale espositive sui tre piani dell'immobile.
Dal 2017, con la creazione del Sistema Museale d'Ateneo (SIMUA), il museo viene scorporato dal Dipartimento di Geologia e Geodesia e viene assegnato alla nuova struttura gestionale ed amministrativa dell'Università degli Studi di Palermo.

## Collezioni

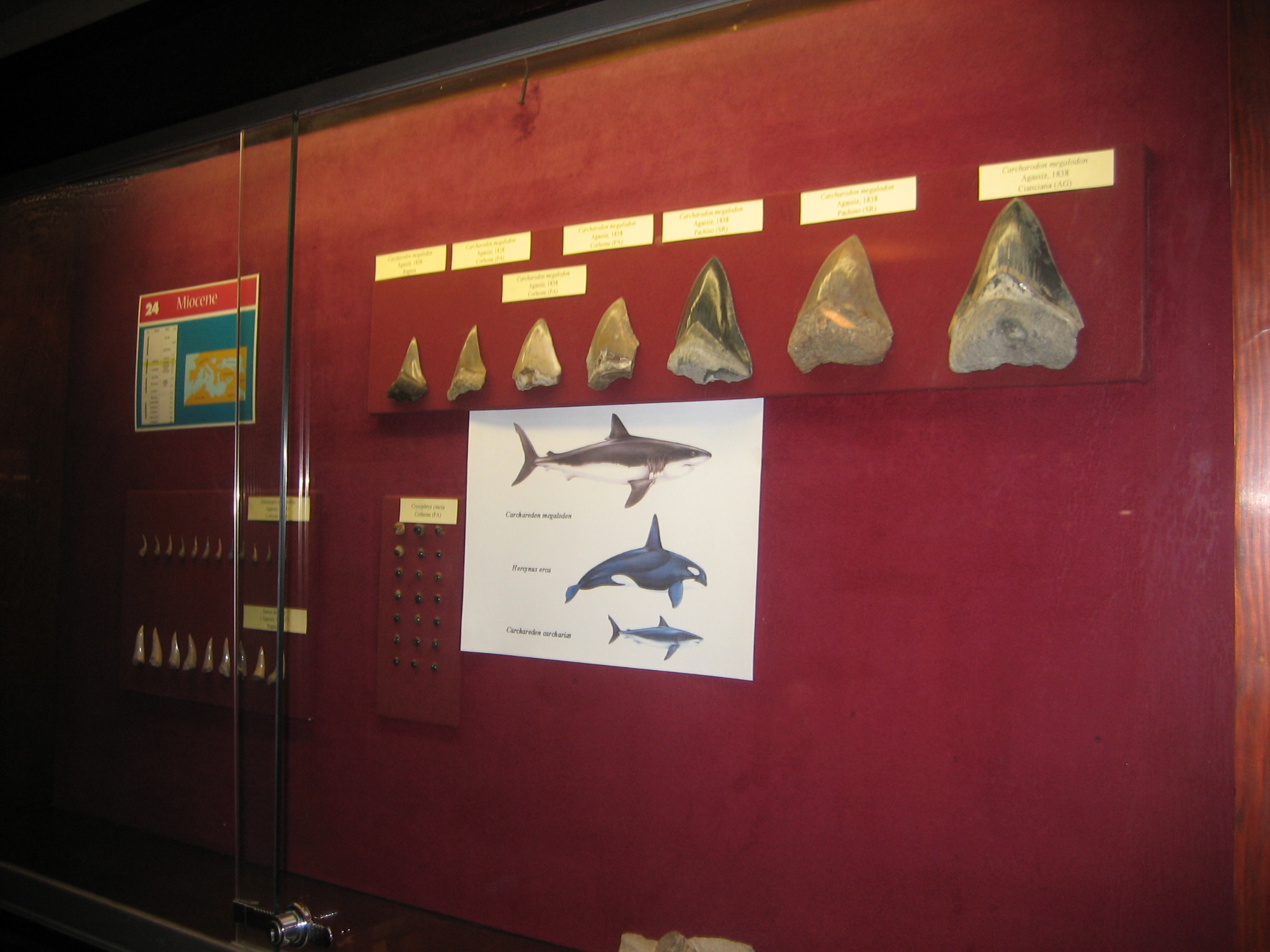
La sala Enzo Burgio

### Sala Enzo Burgio
Situata al piano terra, ospita collezioni che illustrano la storia geologica della Sicilia. I reperti spaziano dal Permiano, con i resti di una scogliera corallina provenienti dalla Valle del Sosio, all'era mesozoica, con resti fossili tra cui spicca una ricca collezione di Ammoniti, all'era cenozoica, testimoniata tra l'altro da una collezione di denti di squalo di notevoli dimensioni, per arrivare al quaternario, con una collezione di fossili rappresentativi della fauna di Monte Pellegrino.

Nella sala sono esposti anche rarissimi campioni di rocce provenienti dall'isola Ferdinandea, raccolti da Carlo Gemmellaro durante il breve periodo di emersione nel 1831.

### Sala dell'uomo
Ospita le testimonianze della prima presenza umana in Sicilia ed in particolare i resti fossili di Thea, una donna vissuta nel Paleolitico superiore, il cui scheletro fu rinvenuto nella Grotta di San Teodoro, ad Acquedolci.

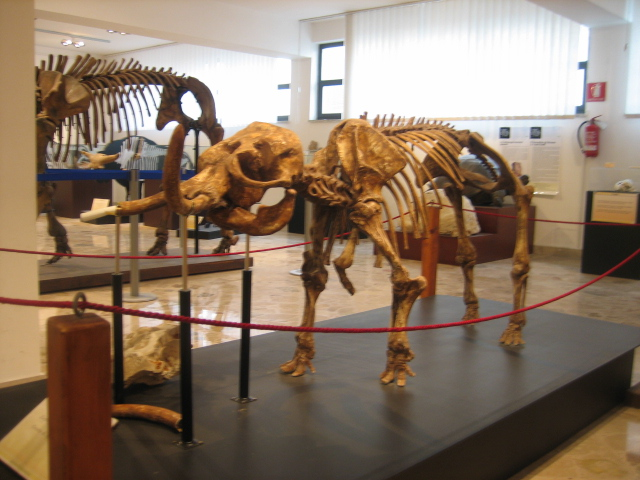
La sala degli elefanti

### Sala dei cristalli
Vi sono raccolti notevoli esemplari di cristalli di calcite, aragonite, celestina, gesso, salgemma e zolfo, la maggior parte dei quali risalenti al Messiniano (cosiddetta Serie gessoso-solfifera), allorquando i collegamenti tra l'Atlantico e il Mediterraneo si interruppero e quest'ultimo si trasformò in un grande lago salato.

### Sala degli elefanti
La sala ospita numerosi reperti relativi agli elefanti nani che popolarono la Sicilia durante il Pleistocene medio-superiore, tra cui un esemplare completo di Palaeoloxodon mnaidriensis.

### Sala dei Dinosauri
Tra i reperti esposti nella Sala dei dinosauri sono presenti un grande esemplare di Carnotaurus, un teropode carnivoro vissuto circa 70 milioni di anni fa alla fine del Cretacico, una Anhanguera, un rettile volante (pterosauro) del Cretacico Inferiore, e una mandibola di Tirannosaurus rex.

## Installazioni virtuali
Il 6 febbraio 2016 sono state inaugurato tre installazioni virtuali:
- Sala vulcano: Visita immersiva all'interno di un vulcano in eruzione.
- Sala di Thea: ricostruzione della storia dei primi abitanti di Sicilia partendo dal ritrovamento dello scheletro di Thea, vissuta circa 15000 anni fa.
- Sala squalo: proiezione all'interno della mandibola ricostruita di Carcharodon megalodon, squalo vissuto tra i 50 e i 2 milioni di anni fa. Questa ricostruzione della mandibola è la più grande al mondo, ricostruita sulla base della dentatura completa ritrovata in Sicilia dai ricercatori del Museo.